# NGC 1821
NGC 1821 é uma galáxia irregular (IBm) localizada na direcção da constelação de Lepus. Possui uma declinação de -15° 08' 04" e uma ascensão recta de 5 horas, 11 minutos e 46,0 segundos.
A galáxia NGC 1821 foi descoberta em 1886 por Frank Leavenworth.